# Notophthiracarus paracapillatus
Notophthiracarus paracapillatus är en kvalsterart som beskrevs av Wojciech Niedbała 2006. Notophthiracarus paracapillatus ingår i släktet Notophthiracarus och familjen Phthiracaridae. Inga underarter finns listade i Catalogue of Life.